# Zonneoven

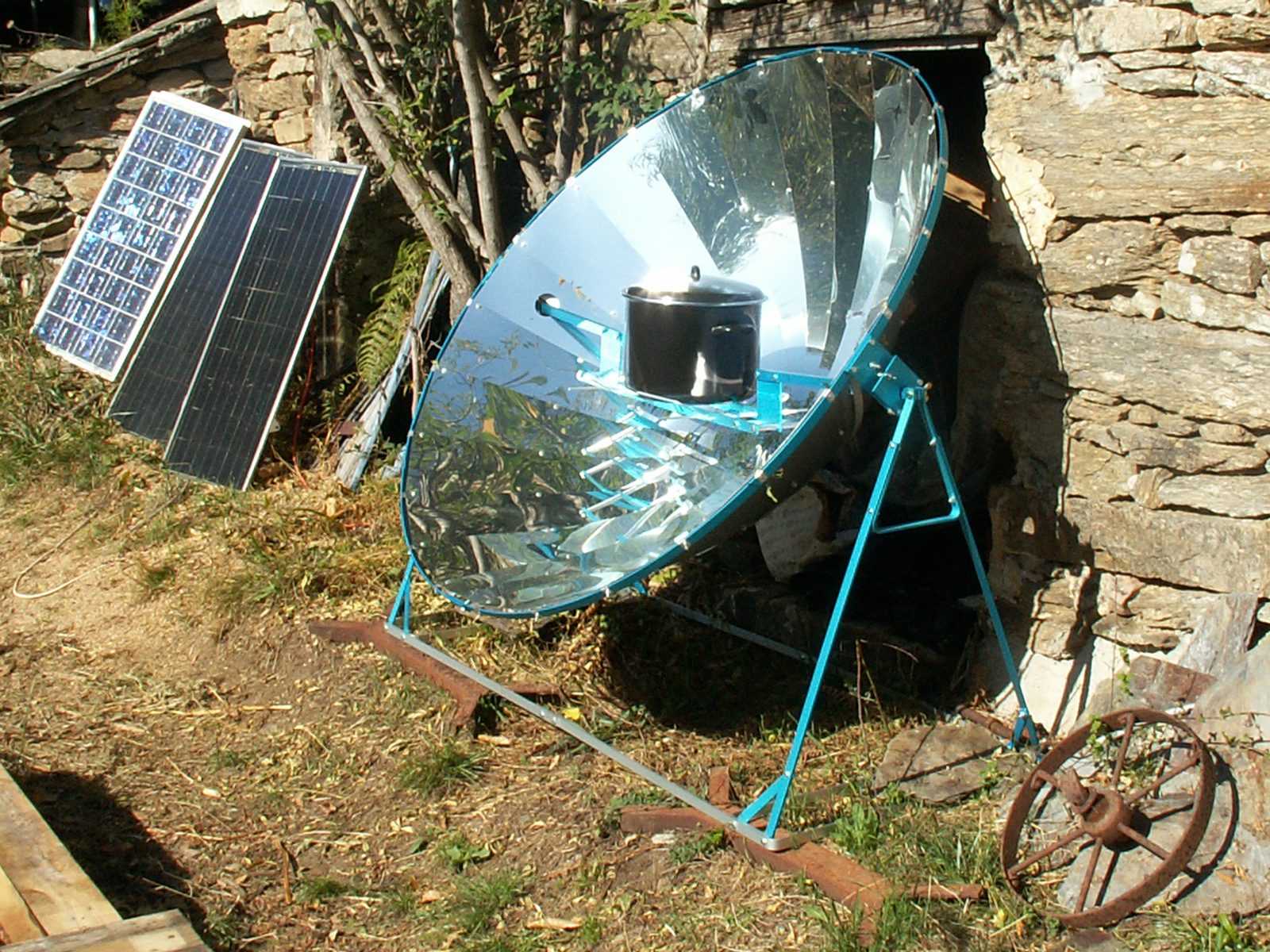
Zonnefornuis

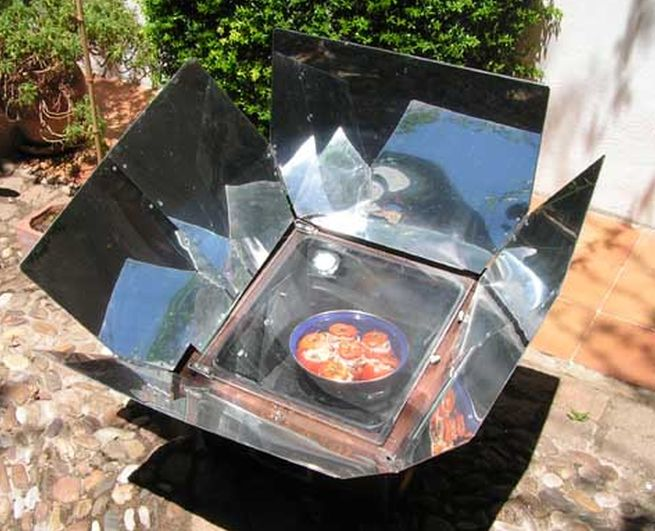
Zonneoven

Een zonneoven soms ook zonnefornuis genoemd is een kookinstallatie waarmee op basis van zonne-energie voedsel kan worden bereid of water gesteriliseerd. Zonneovens komen in diverse formaten voor, de kleinere worden ook wel aangeduid als zonnefornuis.
De oven bestaat doorgaans uit een of meer metalen platen die als een holle spiegel worden opgesteld, zodat in het brandpunt warmte wordt gegenereerd. De platen hebben een parabolische vorm of vormen een parabolische spiegel. Elke straal die evenwijdig met de symmetrieas van de parabolische spiegel op de platen van de zonneoven valt, wordt naar het brandpunt gekaatst.  Zo wordt een maximale hoeveelheid zonne-energie in het brandpunt geconcentreerd.
Al vanaf de jaren '60 van de twintigste eeuw worden zonneovens gepresenteerd als een geschikt alternatief voor zonrijke ontwikkelingslanden. Dit zowel vanwege gezondheidsredenen als vanwege milieuoverwegingen. Bij het gebruik van een zonnefornuis komt immers minder schadelijke rook vrij dan bij het traditionele vormen van koken op brandhout of ander plantaardig materiaal.
Bovendien wordt tijdens het koken met een zonnefornuis geen beroep gedaan op het gebruik van plantaardige of fossiele brandstoffen en is er minder uitstoot van CO2. De acceptatiegraad van zonnefornuizen in ontwikkelingslanden is echter laag, onder meer als gevolg van economische, culturele en politieke factoren.